# Tennant Creek Airport
Tennant Creek Airport är en flygplats i Australien. Den ligger i kommunen Barkly och territoriet Northern Territory, omkring 870 kilometer sydost om territoriets huvudstad Darwin.
Trakten runt Tennant Creek Airport är nära nog obefolkad, med mindre än två invånare per kvadratkilometer.. Närmaste större samhälle är Tennant Creek, nära Tennant Creek Airport. 
Omgivningarna runt Tennant Creek Airport är i huvudsak ett öppet busklandskap. Genomsnittlig årsnederbörd är 495 millimeter. Den regnigaste månaden är december, med i genomsnitt 127 mm nederbörd, och den torraste är juni, med 1 mm nederbörd.